# Вангелис Барас
Евангелос (Вангелис) Барас (на гръцки: Ευάγγελος Μπάρας, Βαγγέλης Μπάρας) е гръцки художник.

## Биография
Барас е роден в 1933 година в южномакедонския град Лерин (Флорина), Гърция. Той е самоук художник, който започва да рисува, когато е на 12 години. Развива специална техника, съчетаваща маслена живопис с триизмерен релеф. През периода 1959 - 1969 година живее в Австралия, където учи самостоятелно живопис и системно се занимава с иконография на гръцки църкви. Неговата тематика включва пейзажи, морски пейзажи, натюрморти, изгледи от градове и острови, портрети, етнография и хора, заети с ръчен труд, изобразени с груби мазки на цветовата гама. Темитe му са извлечени главно от любимия му Лерин и Гърция.
Умира в 2007 година.